# Glanzende donsrug
De glanzende donsrug (Stygnocoris sabulosus)is een wants uit de onderfamilie Rhyparochrominae en uit de familie bodemwantsen (Lygaeidae).
De onderfamilie Rhyparochrominae wordt ook weleens als een zelfstandige familie Rhyparochromidae gezien in een superfamilie Lygaeoidea. Lygaeidae is conform de indeling van bijvoorbeeld het Nederlands Soortenregister.

## Uiterlijk
Hij is 2,4 tot 3,2 mm lang. Net als de andere soorten uit het genus Stygnocoris draagt deze wants fijne haartjes op het halsschild (pronotum) en voorvleugels. De kop, het schildje (scutellum) en de voorkant van het halsschild (pronotum) zijn zwart. De onderkant van het halsschild en de voorvleugels zijn bruinzwart. Ze zijn altijd langvleugelig (macropteer). Hij lijkt op de Stygnocoris fuligineus, maar hij onderscheidt zich door de glanzende bovenkant, de veel langere haartjes en de lichtere dijen.

## Verspreiding en habitat
De soort komt voor in Europa. Behalve in het Hoge Noorden is hij tot in Noord-Afrika verspreid. Naar het oosten is hij verspreid tot in Siberië, Centraal-Azië en Japan. Naar Noord-Amerika is hij vermoedelijk versleept. Hij komt voor in allerlei open tot halfschaduwrijke leefgebieden en heeft geen voorkeur voor een bepaalde vochtigheid. Wel houdt hij van een lichte zandige of kalkrijke bodem.

## Leefwijze
De wantsen leven voornamelijk op de bodem en zuigen aan de zaden van veel verschillende soorten kruidachtige planten en grassen. Hoewel ze dus van veel soorten planten leven, zijn ze het meest te vinden op struikhei (Calluna vulgaris). In september en oktober zuigen de imago’s aan de rijpende zaden aan deze plant. Omdat de paring en het leggen van eieren op een voor een bodemwants laat tijdstip plaatsvindt, komen de zaden van de struikhei goed van pas. De paring vindt plaats in augustus en september terwijl de eitjes worden gelegd van september tot januari. De eitjes overwinteren en soms ook een vrouwtje.